# Protocalliphora distincta
Protocalliphora distincta är en tvåvingeart som beskrevs av Grunin 1966. Protocalliphora distincta ingår i släktet Protocalliphora och familjen spyflugor. Inga underarter finns listade i Catalogue of Life.